# Cosmología de branas
En cosmología de branas, el término "brana" se utiliza para referirse a los objetos similares al universo cuadridimensional que se mueven en un "bulk" (sustrato) de mayor dimensión.

## Las branas y el bulk
La idea central es que la parte visible de nuestro universo de cuatro dimensiones está limitada a una brana dentro de un espacio de dimensionalidad superior llamado el "bulk", o "Mole" o "Bulto" en español. Las dimensiones adicionales, compactas, están enrolladas en un espacio de Calabi-Yau. En el modelo del "bulk", otras branas pueden estar moviéndose a través del bulk. Interacciones con el bulk, y posiblemente con otras branas, pueden influenciar nuestro universo-brana y de allí que puede introducir efectos no vistos en más modelos cosmológicos estándar.

## Explicación de la debilidad de la gravedad
Esta es una de las características atractivas de esta teoría, en la que explica por qué la debilidad de la gravedad lo es con respecto al resto de las fuerzas fundamentales de la naturaleza, solventando el llamado problema de jerarquía. En el escenario de branas, las otras tres fuerzas de la naturaleza, el electromagnetismo y las fuerzas nucleares débil y fuerte, están confinadas como cuerdas ancladas a nuestra 3-brana universo, difiriendo la gravedad, que se piensa sea como una cuerda cerrada no anclada y, por lo tanto, gran parte de su fuerza atractiva se filtra o se escapa al bulk. Como consecuencia de ello, la fuerza de la gravedad debe aparecer con más fuerza en las pequeñas escalas, donde menos fuerza gravitacional se ha filtrado.

## Modelos basados en la cosmología de branas
Existen dos grandes grupos de teorías basados en la cosmología de branas. El primer grupo mezcla aspectos de la teoría M con la cosmología inflacionaria. El segundo grupo, de más reciente formulación, argumenta la existencia de una cosmología de branas basada en la teoría M sin recurrir al modelo inflacionario.  El modelo de Randall-Sundrum (RS1 y RS2) se puede ajustar a los criterios de cualquier modelo de ambos grupos.
En la cosmología inflacionaria el universo adquiere sus características observables (problema del horizonte, planitud y de monopolos magnéticos) después del Big Bang, mientras tanto en los modelos ecpirótico y cíclico las características observables derivan de un momento previo al big bang debido a un choque entre branas. El cosmólogo Alexander Vilenkin argumenta que en los modelos inflacionarios el tiempo está autocontenido dentro del universo marcando el Big Bang su comienzo (tiempo finito). Mientras tanto el cosmólogo Neil Turok propone que en los modelos donde se dan los choques entre branas el tiempo ya existía antes del Big Bang (tiempo infinito).

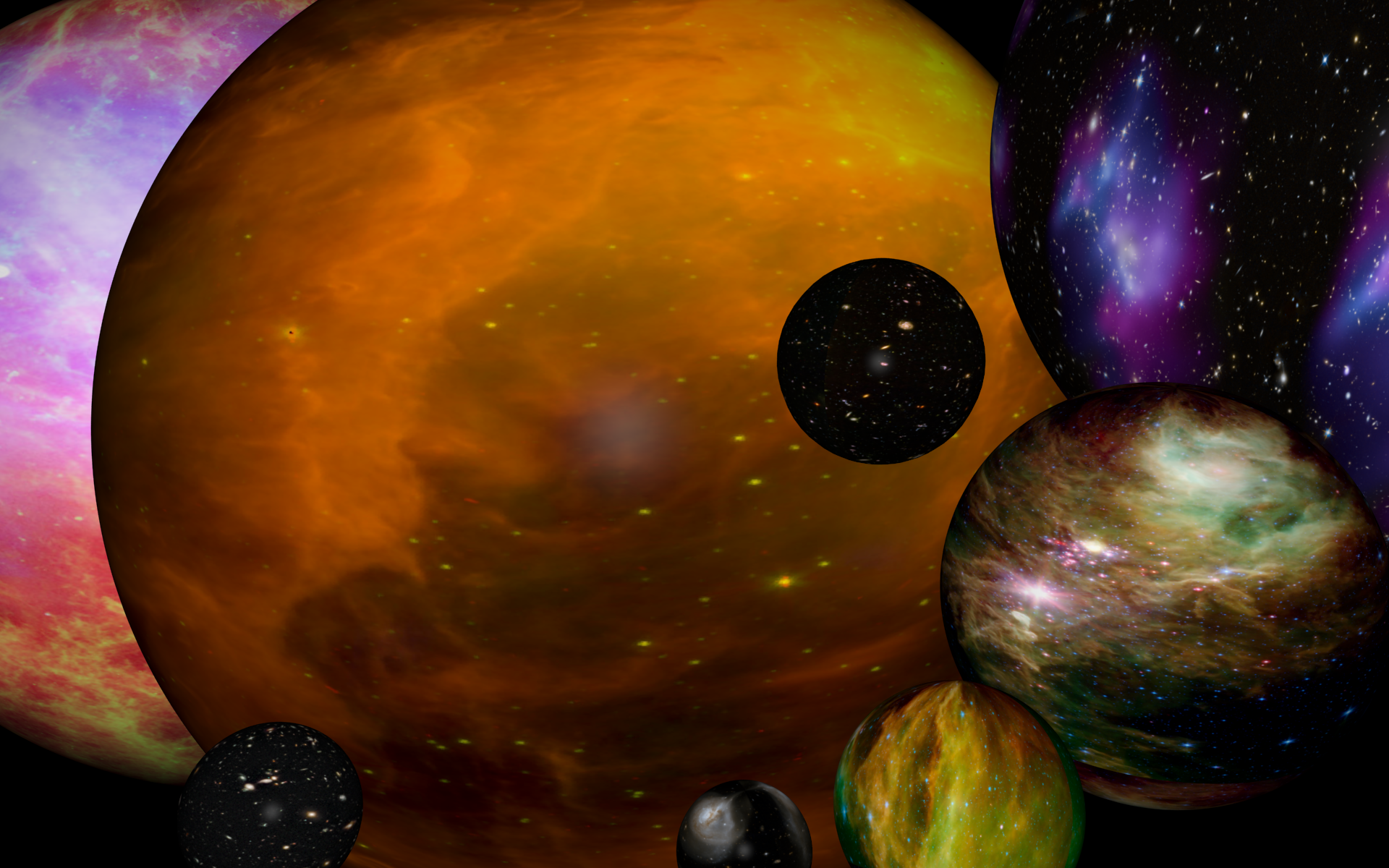
Imagen que muestra múltiples universos en forma de burbujas

### Modelo del multiverso
En los modelos basados en la cosmología inflacionaria se puede imaginar un infinito océano que debido a las fluctuaciones de la física cuántica se forman branas como burbujas en el agua hirviendo. De esta forma surgen de momento a momento Big Bangs y unas burbujas desaparecen y otras crecen (inflación) debido a las mismas fluctuaciones. Figuradamente cada universo se podría considerar como una burbuja (brana) nadando en un océano infinito de agua hirviendo (falso vacío).  La formulación de esta teoría esta fuertemente influenciada por la interpretación de la mecánica cuántica de Hugh Everett.

### Modelo del universo cíclico
En los modelos basados en el choque de branas, a diferencia de los modelos inflacionarios, cada brana ya existía antes del big bang y las características que llevaban antes del choque se imprimen en las características del siguiente universo formado después del choque. Los modelos pre-big bang, ecpirótico y cíclico pertenecen a este grupo de teorías.